# Гетто в Тухуве
Гетто в Тухуве — еврейское гетто, созданное нацистами в период оккупации Польши во время Второй мировой войны в городе Тухув. Существовало с июня 1942 года по сентябрь 1942 года.

## История
С началом Второй мировой войны многие евреи Тухова покинули город и попытались бежать на восток. Но темпы наступления немецких частей были настолько стремительны, что пути продвижения оказались перекрыты и большинство беженцев были вынуждены вернуться. Оккупанты захватили город 7 сентября. 8 сентября нацисты убили в Тухуве несколько евреев и подожгли местную синагогу. Позже оккупанты начали грабить дома и магазины. Сгонять местных евреев на принудительные работы. Издеваться над верующими, отрезая им бороды.
С 1 декабря 1939 года оккупанты обязали всех евреев старше 10 лет носить на правом рукаве повязку со Звездой Давида. В том же месяце всем евреям мужчин старше 13 лет было приказано явиться в местную школу, неявка каралась смертью. Из собравшихся нацисты отобрали 15 человек и увезли в неизвестном направлении. Спустя три месяца фермер сообщил главам еврейской общины Тухува о трупах, на которые он наткнулся в деревне Тарновец, расположенной неподалеку. Жертв опознали, но оккупанты разрешили их похоронить только после уплаты крупной суммы денег. В конце 1939 года в Тухуве был создан юденрат, его главой нацисты назначили Вакса. Организация была обязана заниматься предоставлением людей для принудительных работ.
В 1940 году оккупанты обнаружили миньян евреев, где они тайно молились до сожжения синагоги. Всех присутствовавших на богослужении нацисты убили, а тела жертв приказали похоронить не на кладбище, а во дворе дома, где их расстреляли. В 1941 году в Тухув депортировали евреев из Рыглице, Громника, Чейнцковице и других населенных пунктов района. Положение местной общины, а вместе с ними и беженцев ухудшилось. Летом 1942 года при помощи юденрата были созданы ремесленные мастерские для евреев, чтобы их не отправили в трудовые лагеря.

## Гетто
Нацисты создали гетто в Тухуве в июне 1942 года. Одновременно с этим по обвинению в принадлежности к коммунистам был убит глава юденрата Вакс. Гетто занимало 17 зданий в южной части города. В результате депортаций евреев в Тухув, количество узников гетто достигло 3000 человек.

## Ликвидация гетто
В конце августа 1942 года оккупанты приказали юденрату организовать точную перепись населения гетто. В сентябре 1942 года гетто было окружено подразделениями немецкой и польской полиции. Всем его узникам приказали собраться на городской площади. Из них отобрали небольшое количество рабочих. Всех остальных узников отправили в лагерь смерти Белжец. Оставшиеся в гетто узники работали, сортируя имущество депортированных, а также на фермах в районе Тухува.
Последних узников гетто расстреляли 18 августа 1943 года.